# The Strong Way
The Strong Way è un film muto del 1917 diretto da George Kelson.

## Produzione
Il film fu prodotto dalla World Film con il titolo di lavorazione The Way of the Strong. La pellicola presenta alcune riprese di danze sul ghiaccio girate al Healy's Golden Glades, un popolare ristorante di New York.

## Distribuzione
Distribuito dalla World Film e presentato da William A. Brady, il film uscì nelle sale cinematografiche statunitensi il 31 dicembre 1917.
Il copyright del film, richiesto dalla World Film Corp., fu registrato il 10 gennaio 1918 con il numero LU11930.